# Akeldama (álbum)
Akeldama es el nombre del álbum debut de la banda estadounidense The Faceless. Fue lanzado el 14 de noviembre de 2006.
Aceldama o Akeldama (del arameo: חקל דמא ‘campo de sangre’) es el nombre de un lugar en Jerusalén asociado con Judas Iscariote, uno de los seguidores de Jesús.

## Lista de canciones
| N.º | Título                                         | Duración |  |
| 1.  | «An Autopsy»                                   | 3:11     |  |
| 2.  | «Pestilence»                                   | 3:54     |  |
| 3.  | «All Dark Graves»                              | 3:50     |  |
| 4.  | «Horizons of Chaos I: Oracle of the Onslaught» | 3:38     |  |
| 5.  | «Horizons of Chaos II: Hypocrisy»              | 3:44     |  |
| 6.  | «Leica»                                        | 5:12     |  |
| 7.  | «Akeldama»                                     | 5:51     |  |
| 8.  | «The Ghost of a Stranger»                      | 3:55     |  |

## Créditos y personal
- Michael Keene – guitarra líder, vocalista y productor
- Steve Jones – guitarra rítmica
- Brandon Giffin – bajo
- Derek «Demon Carcass» gey– vocalista
- Michael Sherer – teclista

Percusiones
- Nick Pierce – Pista 7
- Andy Taylor – Pistas 2 y 5
- Navene Koperweis – Pista 4
- Brett Batdorf – Pistas 1, 3, 6 y 8